# Geschichte der Stadt Aken (Elbe)

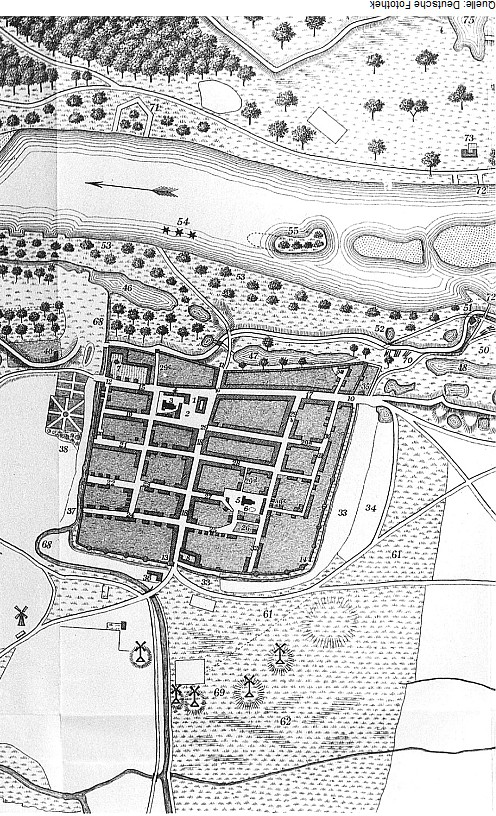
Lageplan von 1901

Die Geschichte der Stadt Aken umfasst die Entwicklungen auf dem heutigen Gebiet der Stadt Aken an der Elbe vom 12. Jahrhundert bis zur Gegenwart.

## 12. bis 16. Jahrhundert
Das Gebiet um Aken war bereits im ersten Jahrhundert v. Chr. besiedelt; dies beweisen Ausgrabungen eines germanischen Gräberfelds aus den 1960er und 1980er Jahren. Während des ersten Jahrtausends n. Chr. ließen sich im westlichen Teil des heutigen Stadtbereiches Slawen nieder, die eine von Erdwällen umgebene Siedlung und auf dem Lorfberg eine Burg (Gloworp) errichteten. Beides wurde wahrscheinlich Anfang des 2. Jahrtausends durch einen Brand vernichtet. Die eigentliche Stadtgründung wird Albrecht dem Bären zugeschrieben, der um 1150 flämische Siedler in die Gegend holte. Die erste urkundliche Erwähnung findet Aken in einem Schriftstück des Magdeburger Erzbischofs Wichmann, in dem 1162 ein Zeuge aus Aken benannt wird. Der Name ist wenig später häufig latinisiert belegt, etwa als in Aquis (lat. aqua Wasser). Er geht vermutlich auf Siedler vom Niederrhein zurück, welche die Neugründung nach Aachen (ndl./ndt. Aken) benannten. Auch der Burgname Gloworp (-worp aufgeworfene Erhöhung) findet Anknüpfung im Westen, so ist dasselbe Namensglied z. B. in Antwerpen enthalten.
Zur Zeit der Herrschaft des Askanierfürsten Johann I. (1249–1285), unter dessen Regentschaft die Burg Gloworp als Schloss wieder aufgebaut wurde, schritt die städtische Entwicklung, begünstigt durch die Lage an den wichtigen Handelsstraßen nach Köthen und Zerbst, rasch voran. Es entstand ein schachbrettartiges Straßennetz, und die beiden Stadtkirchen St. Marien (1188) und St. Nikolai (1270) wurden errichtet. 1266 wurde erstmals der rechteckige Marktplatz erwähnt, an dem die Marienkirche und das 1265 aus einem Kaufhaus entstandene Rathaus lagen. Spätestens seit 1335 wurde Aken durch eine Stadtmauer mit vier Türmen geschützt. Zwischen 1277 und 1389 herrschte Krieg zwischen den askanischen Fürsten und dem Erzbistum Magdeburg um die Verpfändung Akens, in dessen Folge das Schloss Gloworp vollständig zerstört wurde. Noch zu Kriegszeiten gründete Herzog Rudolf III. in Aken einen Komturhof als Niederlassung des Deutschen Ritterordens, der bis 1717 bestand. 1389 traten die Askanier die Stadt Aken für 2000 Silbermark an das Erzbistum Magdeburg ab. Unter Erzbischof Albrecht IV. wurde 1392 im Nordwesten der Stadt ein neues burgartiges Schloss errichtet. Im Frühjahr 1485 fiel Aken einem Brand zum Opfer, der die meisten Häuser, das Schloss, das Rathaus und die Marienkirche zerstörte. Eine gleiche Katastrophe ereignete sich 1532, bei der 65 Häuser zerstört wurden.

## 16. bis 17. Jahrhundert
Der Stadtrat bekannte sich 1541 zum evangelischen Glauben und stellte als ersten evangelischen Prediger Georg Steinmetz an. 1560 ging die seit dem 13. Jahrhundert kirchlich betriebene Schule an die Stadt über. Zum Ende des 16. Jahrhunderts litt Aken erneut unter Katastrophen, 1595 wurde nach einem Deichbruch die Stadt wieder überflutet, und 1598 kam es zur ersten Pestepidemie, die über 400 Einwohner das Leben kostete. Einer zweiten Pestwelle fielen 1611 weitere 500 Menschen zum Opfer. Zu Beginn des Dreißigjährigen Krieges ernährten sich die Akener hauptsächlich von der Landwirtschaft, vom Handel und der Brauerei. 1620 musste die Stadt zum ersten Mal eine Kriegssteuer zahlen, fünf Jahre wurden die ersten 1000 Soldaten einquartiert. Es folgte 1626 eine weitere Pestepidemie mit über 600 Toten, sodass anschließend nur noch 94 Häuser bewohnt waren. Weitere Pestwellen wiederholten sich immer wieder bis 1815. Da die wechselnden Kriegsparteien jeweils Kontributionen von der Stadt forderten, verschlechterte sie deren wirtschaftliche Lage von Jahr zu Jahr. Am Ende des Krieges war Aken dem Verfall nahe und die Bevölkerung verarmt.

## 17. bis 19. Jahrhundert
Nachdem das Erzstift Magdeburg bereits 1648 säkularisiert worden war, kam Aken 1680 mit dem Herzogtum Magdeburg endgültig unter die Herrschaft des Kurfürstentums Brandenburg und wurde der territorialen Verwaltung des Holzkreises unterstellt. Nach der 1701 erfolgten Bildung des Königreichs Preußen wurde Aken bis 1790 Garnisonsstadt. 1711 gründeten die aus Anhalt zugewanderten reformierten Akener eine eigene Gemeinde und erhielten bis zu deren Auflösung 1831 die bis dahin nur noch für Begräbnisse genutzte Nikolaikirche. Einen weiteren Zuzug gab es 1714 durch zehn schwäbische Familien. Durch die Zuwanderung erhöhte sich die Einwohnerzahl von Aken auf rund 2000. Der Siebenjährige Krieg brachte für Aken 1759 und 1760 erneut Kontributionszahlungen und Plünderungen mit sich. Napoleons Feldzug gegen Preußen berührte Aken vom Oktober 1806 an, als vier Wochen lang verschiedene französische Truppenteile plündernd durch die Stadt zogen. Anschließend hatte die Stadt an Preußen 6750 Reichstaler Kriegskontributionen zu zahlen. Nach Preußens Niederlage geriet Aken 1807 in den Bereich des von Frankreich beherrschten Königreichs Westphalen. Die Stadt wurde in Acken umbenannt und wurde Verwaltungssitz des gleichnamigen Kantons im Distrikt Magdeburg. Bei seinem Streifzug durch Westphalen kam der preußische Freischärler Ferdinand von Schill 1809 auch durch Acken. Während der Befreiungskriege 1813–1815 gegen Napoleon zogen zunächst französische, später preußisch-russische Truppenteile die Stadt, von denen jeweils Quartier und Verpflegung für die Soldaten gefordert wurden. Obwohl der preußische General von Hühnerbein schon am 14. April 1814 das französische Recht in Aken für beendet erklärt hatte, wurden die napoleonischen Truppen erst im September 1814 endgültig aus der Stadt vertrieben.

## 19. Jahrhundert

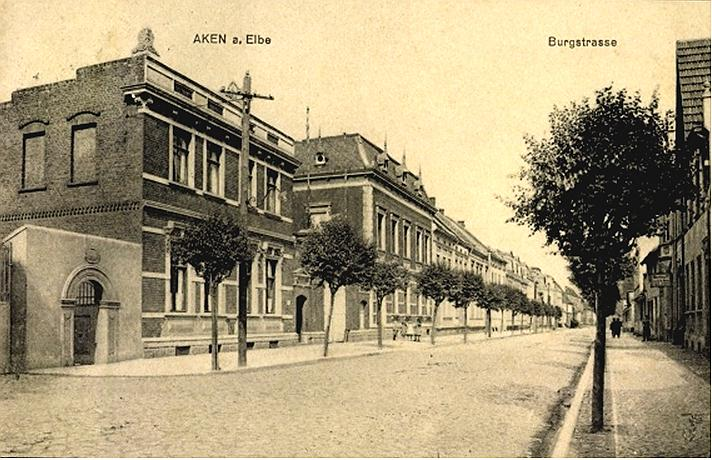
Burgstraße um 1910

Nach der Preußischen Verwaltungsreform 1815 wurde Aken in den neu gebildeten Kreis Calbe innerhalb des Regierungsbezirks Magdeburg eingegliedert. 1821 war die Einwohnerzahl Akens erstmals auf über 3000 (3035) angestiegen. Am 1. Mai 1890 wurde die Bahnstrecke Köthen–Aken eröffnet, über die Aken auch Anschluss an die Bahnstrecke Magdeburg–Leipzig erhielt. 1890 hatte Aken bereits 6109 Einwohner, war Sitz eines Amtsgerichtes, und mehrere Fabriken hatten sich angesiedelt. Außerdem hatte sich die Schiffsfahrt mit über 130 Eignern zu einem wichtigen Erwerbszweig entwickelt. 1889 wurde der Akener Hafen erweitert und ein Zollamt eingerichtet. Während der Zeit des Nationalsozialismus errichtete die I.G. Farben ein Leichtmetallwerk als Zulieferer für die Junkerswerke und ein Aluminiumwerk. Zu Beginn des Zweiten Weltkriegs lebten in Aken 11.490 Einwohner.

## 1945 bis 1990
Im April 1945 wurde Aken von der US-Armee besetzt und im Juli an die Rote Armee übergeben. Diese demontierte 1946 die beiden I.G.-Farben-Fabriken, während im selben Jahr mit dem Bau eines Flachglaswerkes in Aken begonnen wurde. Ihm folgte 1948 die Errichtung des ersten Magnesitwerkes in der sowjetischen Besatzungszone. 1949 arbeiteten in Aken 200 Industrie- und Handwerksbetriebe; die Bevölkerungszahl war auf über 15.000 angestiegen, unter ihnen etwa 3000 Flüchtlinge aus den deutschen Ostgebieten. Danach ging die Einwohnerzahl ständig zurück. 1950 wurde mit dem Wiederaufbau der im Krieg zerstörten Saalebrücke die Verbindung nach Zerbst wieder hergestellt. Acht Monate nach Gründung der DDR führte diese 1950 eine erste Gebietsreform durch, in deren Folge Aken in den Landkreis Köthen eingegliedert wurde. Am 1. Juli 1950 wurden die Orte Kühren (300), Mennewitz (120) und Susigke (250) mit insgesamt 670 Einwohnern eingemeindet. 1952 schloss sich eine weitreichende Verwaltungsreform an, mit der die bisherigen Länder aufgelöst und durch Bezirke ersetzt wurden. Aken wurde zusammen mit dem Kreis Köthen dem Bezirk Halle zugeordnet.
1953 gründete das Magnesitwerk die Betriebssportgemeinschaft (BSG) Stahl Aken. Mit den über 1000 Mitgliedern und zwölf Sportsektionen wurde sie zur zweitgrößten BSG im Kreis Köthen. Ihre Fußballmannschaft spielte in den 1960er und 1970er Jahren in der viertklassigen Bezirksklasse. Bernd Dießner wurde 1964 für die BSG Stahl über 3000 m DDR-Jugendmeister und gehörte später zu den besten Mittelstrecklern im Bezirk Magdeburg. Nach seinem Wechsel zum ASK Vorwärts Potsdam wurde er mehrfacher DDR-Meister im Männerbereich und Olympiateilnehmer.
Durch ein Hochwasser wurden 1956 vor allem die landwirtschaftlichen Flächen um Aken beeinträchtigt. Von den 1960er Jahren an waren das Magnesitwerk, das Flachglaswerk und Einspritzgerätewerk führende Produzenten in der DDR; der Akener Hafen war der größte Binnenhafen der DDR. Die volkseigene Schiffswerft Aken, die bisher mit dem Bau von Fahrgastschiffen befasst war, wurde 1964 wegen ihrer Unrentabilität geschlossen und in einen Abwrackplatz umfunktioniert. Die schon seit 1825 bestehende Schiffswerft Georg Placke blieb noch bis zu ihrer Enteignung 1972 ein privates Unternehmen. Am 1. Mai 1961 wurde das Naturschutzgebiet „Steckby-Lödderitzer Forst“ nordwestlich von Aken angelegt, das 1979 von der UNESCO zum Biosphärenreservat erklärt wurde. Die durch erhebliche Dachschäden und Schwammbefall nicht mehr nutzbare Marienkirche wurde 1983 baupolizeilich gesperrt.

## Entwicklung ab 1990

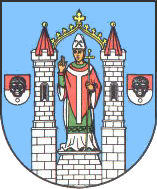
Stadtwappen in den 1970er Jahren

Nach der 1990 erfolgten Wiedervereinigung Deutschlands und der Wiederherstellung der Länder auf dem Gebiet der ehemaligen DDR kam die Stadt Aken mit dem Landkreis Köthen am 3. Oktober 1990 in das Bundesland Sachsen-Anhalt. Trotz der weitreichenden wirtschaftlichen Veränderungen im Zuge der Wiedervereinigung gelang es in Aken, die dort ansässigen drei Großbetriebe zu erhalten. Das Magnesitwerk wurde von der Luxemburger Sidermin S.A. übernommen und ging später an die Didier-Werke Wiesbaden. Das britische Unternehmen Pilkington übernahm das Flachglaswerk, und das Einspritzwerk ging im Dezember 1993 an das US-Unternehmen Woodward Governor Company. Der Akener Hafen wurde 1993 in eine GmbH umgewandelt und entwickelte sich zu einer wichtigen Schnittstelle zwischen Wasser, Straße und Schiene. Die Plackewerft wurde 1991 an die Eigentümer zurückgegeben, ging aber 2014 in Insolvenz und wurde danach von der Roßlauer Schiffswerft übernommen. Daneben gründeten sich zahlreiche neue Gewerbebetriebe. Nach der Wiedervereinigung konnten wieder Vereine gegründet werden. So wurde aus der BSG Stahl Aken der TSV Aken, es entstanden zahlreiche weitere Sportvereine, der Kultur- und Heimatverein sowie zahlreiche Hobbyvereine.
1994 wurde der Nachbarort Kleinzerbst mit seinen 275 Einwohnern eingemeindet. Die Einwohnerzahl von Aken sank jedoch ständig, 2011 hatte sie gegenüber 1990 20 Prozent ihrer Einwohner verloren. Die bis dahin dem Verfall preisgegebene Marienkirche wurde 1992 von der Stadt übernommen und anschließend zu einer Konzerthalle wiederhergestellt. Das Naturschutzgebiet Steckby-Lödderitzer Forst wurde 1997 in das Biosphärenreservat Mittelelbe eingegliedert. Die Altstadt von Aken wurde auf Grund ihrer vielen historischen Bauten zum Flächendenkmal erklärt. In Folge der Kreisreform Sachsen-Anhalt 2007 kam Aken zum neu gebildeten Landkreis Anhalt-Bitterfeld.
Anlässlich des 30. Jahrestages der deutschen Wiedervereinigung pflanzte Bürgermeister Jan-Hendrik Bahn gemeinsam mit Altbürgermeister Hansjochen Müller und Jugendbeirat Philipp Niehoff am 3. Oktober 2020 das Baumdenkmal für die Deutsche Einheit auf die Wiese am Schulgarten in der Kaiserstraße.